# Василий (Богдашевский)
Архиепи́скоп Васи́лий (в миру Дми́трий Ива́нович Богдаше́вский; 19 [31] октября 1861, Завидов, Волынская губерния — 25 февраля 1933, Киев) — епископ Русской православной церкви, архиепископ Каневский, викарий Киевской епархии. Ректор Киевской Духовной Академии. Доктор богословия.

## Биография
Родился 19 (31) октября 1861 года в семье православного священника Волынской епархии — иерея Иоанна Дмитриевича Богдашевского, в селе Завидове (ныне Владимирский район, Волынская область). Первоначальное образование получил дома, под руководством отца.
В 1876 году окончил Мелецкое духовное училище. В 1882 году окончил Волынскую духовную семинарию первым в выпуске.
Как лучший воспитанник семинарии был направлен в Киевскую духовную академию, которую окончил в 1886 году со степенью кандидата богословия и оставлен при академии для приготовления к профессорскому званию.
В 1887—1890 годах — исполняющий должность доцента кафедры Киевской духовной академии по кафедре истории древней и новой философии.
В 1890 году удостоен звания магистра богословия за сочинение: «Лжеучения, обличаемые в первом послании святого апостола Иоанна», которое было отмечено премией митрополита Иосифа.
В том же году защитил докторскую диссертацию «Послание святого апостола Павла к Ефесянам. Исагогико-экзегетическое исследование» на соискание учёной степени доктора богословия. За него же удостоился Макариевской приемии. Этот научный труд в 1904 году вышел отдельным изданием, общий объём которого превышал 700 страниц.
В 1890—1897 гг. — доцент по кафедре истории древней и новой философии; в 1897—1902 гг. — доцент по кафедре Священного Писания Нового Завета; в 1902—1905 гг. — экстраординарный профессор по этой же кафедре; в 1905—1907 гг. — сверхштатный ординарный профессор по первой кафедре Священного Писания Нового Завета; в 1907—1912 гг. — штатный ординарный профессор по той же кафедре.
С 1909 года — инспектор Киевской духовной академии. С 1910 года, одновременно, главный редактор «Трудов Киевской духовной академии». Писал статьи для Православной богословской энциклопедии (в 4—8 и 11 томах).
В 1909 году за ряд статей, заметок и перевод догматических творений Тертуллиана дважды бы удостоен премии епископа Курского Михаила.
В 1910 году он был рукоположён во диакона, затем — во иерея, без вступления в брак. В том же году во внимание к церковно-научным заслугам возведен в сан протоиерея.
В 1912 году в связи с 25-летием научной деятельности удостоен звания заслуженного ординарного профессора Киевской Духовной Академии. В дар Богдашевскому был преподнесен специально выпущенный в его честь Киево-Могилянский сборник. В ответ на поздравления коллег профессор ответил: «Могу сказать только одно: Академию бесконечно люблю, и все свои слабые силы всецело отдавал на служение ей, не отвлекаясь ничем посторонним. Учено-литературный труд составляет внутреннюю потребность моего духа, и в нём я всегда находил истинную отраду и утешение. Сделал я сравнительно немного и то, что сделал, совершил благодатию Божию, благодарю Бога за все!..»
24 сентября 1913 года в Антониевой пещере Киево-Печерской лавры митрополитом Киевским и Галицким Флавианом (Городецким) пострижен в монашество с именем Василий. В том же году возведен в сан архимандрита.
14 июля 1914 года назначен ректором Киевской Духовной Академии с возведением в сан епископа, и настоятелем Киевского Братского Богоявленского монастыря, в котором размещалась Академия. Состоял членом Комиссии по научному изданию славянской Библии.
6 августа 1914 года в Софийском соборе Киева был хиротонисан во епископа Каневского, второй викария Киевской епархии.
Почётный член Московской духовной академии (1914), Петроградской духовной академии (1915), Казанской духовной академии (1915).
С первых лет его научно-преподавательской деятельности и на протяжении всей жизни, многие отмечали ум и незаурядные преподавательские способности архиепископа Василия. Митрополит Антоний Храповицкий так описывает Богдашевского, как преподавателя: «Профессор Богдашевский — это, безусловно, блестящий профессор. Он говорит лекцию наизусть, с увлечением, с энтузиазмом. Особенно отрадно то, что направление его толкования — строго церковное, не менее отрадно и то, что студенты особенно живо интересуются его лекциями. И хотя, нередко их восхищение выражается в нелегальной форме в виде аплодисментов, но это можно простить, в виду столь достойного предмета их шумного одобрения».
После Февральской революции 1917 года от лица профессоров и преподавателей КДА направил на имя главы Временного правительства князя Г. Е. Львова поздравительную телеграмму, от себя лично — приветствие новому обер-прокурору Синода В. Н. Львову.
В 1918 году был тяжело болен из-за систематического недоедания и проживания в неотапливаемых помещениях, но оставался на посту ректора. Руководил деятельностью академии и после того, как у неё были изъяты учебные помещения — занятия проводились на дому у профессоров. Выступал против автокефалистского движения в украинском православии, но, в то же время, был сторонником определённых шагов навстречу сторонникам «украинизации» церкви, не нарушавших канонических норм (так, в 1920 присутствовал на богослужении, проводившемся на украинском языке). С 1918 года — председатель Переводческого комитета при Киевской митрополии, задачей которого была работа над переводом Священного Писания и богослужебных текстов на украинский язык.
В 1921 году подписал обращение православного епископата Украины к верующим с призывом не признавать решений «Украинского церковного собора Киевщины», провозгласившего автокефалию украинской церкви. 4 апреля 1923 года был арестован вместе с остальными киевскими викарными епископами за отказ присоединится к «обновленцам». С 14 апреля вместе с другими обвиняемыми, был отправлен в Москву, где содержался в Бутырской тюрьме. В 1923—1924 годах находился в ссылке в селе Ижма в Зырянском крае (республика Коми).
В 1924 году освобожден и вернулся в Киев, где был назначен епископом Прилуцким.
В 1925 года возведён в сан архиепископа и награждён правом ношения креста на клобуке.
В конце 1925 — начале 1926 года вновь назначен архиепископом Каневским, первым викарием Киевской епархии.
12 марта 1926 года вместе с другими украинскими архиереями выступил против григорианского раскола, подписав обращение к Заместителю Патриаршего Местоблюстителя митрополиту Сергию (Страгородскому) с осуждением организаторов раскола. Выступал против каких-либо соглашений с Советской властью.
Скончался 25 февраля 1933 года в Киеве. Некоторые источники указывают, что причиной его смерти стало сильное истощение, вследствие голода.
По воспоминаниям профессора Рыбинского, будучи уже тяжело больным архиепископ Богдашевский, несмотря на запрет врача, пошёл служить всенощную, сказав — «Хочу умереть в церкви». И, действительно, дойдя до Успенского собора, он упал и моментально скончался. Сейчас же его перенесли в Киево-Братский монастырь, облачили, и последнюю свою всенощную архиепископ провел уже представ пред Господом. На многих современников его кончина произвела сильное впечатление, и воспринята была, как кончина праведника.
У профессора Рыбинского дата смерти архиепископа Василия указана, как 25 февраля (суббота накануне Прощеного воскресенья), но в свидетельстве о смерти владыки, которое сохранилось в киевском государственном архиве, указана дата — 26 февраля. Вероятно смерть наступила вечером 25го, но в официальной справке была указана дата — 26 февраля.
Был похоронен в стенах Богоявленского собора Киево-Братского монастыря, позднее, в связи с уничтожением последнего, был перезахоронен на Лукьяновском кладбище, где и в настоящее время находится его могила, вблизи храма вмц. Екатерины (участок 17).
В биографии владыки Василия, содержавшейся в труде митрополита Мануила (Лемешевского), даётся такая его характеристика:

По личным качествам он был кроткий и всем доступный, глубоко верующий. В дни «лихолетия» в Киеве был столпом Православия, своими убедительными и всем доступными проповедями ограждал Св. Церковь от «волков во овечьей шкуре» — обновленцев, липковцев и прочих раскольников.

Прославление в лике святых
3 апреля 2019 года Священным Синодом Украинской Православной Церкви был прославлен в лике местночтимых святых Киевской епархии как священномученик. Также решением Синода был внесен в список Собора святых Киевской духовной академии.
День памяти — 26 февраля по новому стилю.

## Награды
- Орден Святого Станислава 3-й степени (1894);
- Орден Святой Анны 3-й степени (1897);
- Орден Святого Станислава 2-й степени (1902);
- Орден Святой Анны 2-й степени (1906);
- Орден Святого Владимира 4-й степени (1910);
- Орден Святого Владимира 3-й степени (1913);
- Орден Святой Анны 1-й степени (1916).
- Медаль «В память царствования императора Александра III» (1896);
- Медаль «В память 300-летия царствования дома Романовых» (1913).

## Труды
- «Учение о пастырстве в поучениях и посланиях русских митрополитов и епископов XII—XIV вв.» // «Волынские епархиальные ведомости», 1885
- «Разбор древних и новейших мнений, противных учению о Промысле Божием» // «Волынские епархиальные ведомости», 1887
- Лжеучители, обличаемые в первом послании святого апостола Иоанна. Киев, 1890.
- В защиту метафизики ума // Труды Киевской Духовной академии. 1892. — № 4;
- Здравая метафизика // Труды Киевской Духовной академии. 1893. — № 5, 7;
- Новый труд по истории философии. Киев, 1894.
- О взаимном отношении философии и естествознания. Киев, 1894.
- Из истории греческой философии. Киев, 1898.
- Закон и Евангелие. Киев, 1898.
- Философия Канта. Вып. I. Анализ критики чистого разума и критики практического разума. Киев, 1898.
- О Евангелиях и евангельской истории. Киев, 1902.
- К изучению книги Деяний Апостольских. Киев, 1902.
- Послание святого апостола Павла к Ефесянам. Киев, 1904.
- О церкви. Киев, 1904.
- Тайная вечеря Господа нашего Иисуса Христа. Киев, 1906.
- О личности святого апостола Павла. Киев, 1906.
- Святой Иоанн Златоуст по его письмам. Киев, 1908.
- О христианской благотворительности. Киев, 1908.
- Опыты по изучению Священного Писания Нового Завета. 2 вып., Киев, 1909 и 1911.
- О причинах современного неверия. Киев, 1910.
- К изучению четвёртого Евангелия. Киев, 1910.
- Вход Господень в Иерусалим по сказанию евангелистов. СПб., 1911.
- Евангелие от Матфея. (Критико-экзегетическое исследование). Киев, 1915.
- Критические этюды по Новому Завету // Богословские труды. М., 1993. — № 31. — C. 5-15.
- «Люблю академию и всегда буду действовать во имя любви к ней». (письма профессора Киевской духовной академии Д. И. Богдашевского к А. А. Дмитриевскому) // Вестник православного Свято-Тихоновского гуманитарного университета. Серия 2: История. История Русской Православной Церкви. — 2013.